# Олга Форш
Олга Дмитриевна Форш е руска и съветска писателка. Известна е най-вече като автор на исторически романи, описващи революционно-демократичната борба в Русия.

## Биография
Дъщеря на генерал Дмитрий Комаров, Олга е родена на 28 май 1873 в Гуниб, Дагестан. Майка ѝ умира рано, баща ѝ се жени повторно. След неговата смърт през 1881 мащехата ѝ дава Олга в Сирашкия институт в Москва. Първоначално Олга е привлечена от кариерата на художничка, изучава изобразително изкуство в Киев, Одеса и Петербург. През 1907 започва да публикува литературни произведения. В нейните рании произведения – повестта „Рицарят от Нюрнберг“ (1909) и незавършения роман „Богдан Суховской“ („Деца на Земята“, 1910) – се проявява интелектуализмът на нейната проза, определят се характерните черти на нейния герой: неудовлетвореност от действителността и духовни търсения. Тя се интересува от модерните по нейно време в Русия толстоизъм, теософия и будизъм, но постепенно бива привлечена към социализма. 
На историята на революционната мисъл и революционното движение в Русия са посветени романите на Форш: „Облечени в камък“ (1924 – 25) за съдбата на революционера Бейдеман; „Горещият цех“ за революцията от 1905 – 07; „Радишчев“ (ч. 1 – „Якобинската закваска“, 1932; ч. 2 – „Казанската помешчица“, 1935; ч. 3 – „Пагубната книга“, 1939), „Първенци на свободата“ (1950 – 53) за декабристите. Съдбата на творческата личност в условията на деспотичен режим е изобразена в романите „Съвременници“ (1926) за Н. В. Гогол и А. А. Иванов и „Михайловският замък“ (1946) за три поколения руски архитекти (В. И. Баженов, А. Н. Воронихин, К. И. Роси).
В романите „Лудият кораб“ (1930) и „Гарван“ („Символисти“, 1933) писателката изобразява живота на петроградската художествена интеллигенция в началото на XX век и през първите следреволюционни години, създава портрети на свои съвременници (Максим Горки, Александър Блок, Фьодор Сологуб и др.). Eкспрессивността на стила, майсторството на психологическите характеристики, финото чувство за епохата са основни черти на прозата на Форш, изиграла значителна роля в развитието на съветския исторически роман.
Форш пише също и разкази, изобразяващи градския и селския бит в Русия преди революцията, сатири, киносценарии, пиеси.
Умира на 17 юли 1961 в Тярлево край Ленинград, погребана е в Казанското гробище.